# Hrabstwo Knox (Nebraska)
Hrabstwo Knox (ang. Knox County) – hrabstwo w stanie Nebraska w Stanach Zjednoczonych. Obszar całkowity hrabstwa obejmuje powierzchnię 1 139,72 mil2 (2 951,88 km²). Według danych z 2010 r. hrabstwo miało 8 701 mieszkańców. Hrabstwo powstało w 1854 roku i nosi imię Henry’ego Knoxa - pierwszego sekretarza wojny Stanów Zjednoczonych.

## Sąsiednie hrabstwa
- Hrabstwo Bon Homme (Dakota Południowa) (północ)
- Hrabstwo Yankton (Dakota Południowa) (północny zachód)
- Hrabstwo Cedar (wschód)
- Hrabstwo Pierce (południowy wschód)
- Hrabstwo Antelope (południe)
- Hrabstwo Holt (zachód)
- Hrabstwo Boyd (północny zachód)
- Hrabstwo Charles Mix (Dakota Południowa) (północny zachód)

## Miasta
- Bloomfield
- Creighton
- Crofton
- Lindy (CDP)

## Wioski
- Bazile Mills
- Center
- Niobrara
- Santee
- Verdel
- Verdigre
- Wausa
- Winnetoon